# Gustav Pflugradt
Friedrich Adolph Gustav Pflugradt (* 28. September 1828 in Franzensberg/Neukalen; † 20. Mai 1908 in Berlin) war ein deutscher Landschafts- und Architekturmaler.

## Leben
Gustav Pflugradt wurde geboren als Sohn des Forstwirtes in großherzoglich mecklenburg-schwerinschen Diensten, Georg Friedrich Pflugradt, und dessen Frau Caroline Pflugradt, geb.  Sponholtz (1793–1853), Pastorentochter aus Breesen bei Penzlin. Der Maler Caspar David Friedrich war sein Großonkel.  Der Maler Franz Pflugradt war sein Neffe.
Nach Besuch der Grundschule in Neukalen und der Lateinschule in Malchin erlernte er den Kaufmannsberuf. Er studierte privat bei Johann Wilhelm Schirmer in Düsseldorf (vor 1854, da Schirmer in diesem Jahr nach Karlsruhe wechselte) und ab 1858 bei Ferdinand Bellermann an der Berliner Kunstakademie sowie an der Berliner Bauakademie bei Karl Eduard Biermann in dessen Klasse für Landschaftszeichnung. 1859 erhielt er ein Stipendium des Großherzogs von Mecklenburg-Schwerin, Friedrich Franz II.
Pflugradt ließ sich in Berlin nieder und wurde Mitglied im Verein Berliner Künstler. Er bereiste Deutschland, insbesondere Norddeutschland und seine Mecklenburger Heimat. 1894 ernannte ihn Großherzog Friedrich Franz III. zum Professor. Beigesetzt wurde er auf dem Friedhof der Kirche von Pütte/Pantelitz. 1998 erhielt die Schule im benachbarten Niepars den Namen Regionale Schule „Prof. Gustav Pflugradt“.
Ab 1867 zeigte Gustav Pflugradt seine Werke regelmäßig anlässlich von Ausstellungen der Preußischen Akademie der Künste und den Großen Berliner Kunstausstellungen, aber auch in Bremen, Dresden, Hamburg, Hannover, Magdeburg, München, Schwerin und weiteren Städten. Zu Ehren seiner Professur widmete ihm das Staatliche Museum in Schwerin eine Sonderausstellung. Seine Motive – außer Gemälden hinterließ er auch Aquarelle und Zeichnungen – wählte er vornehmlich aus Mecklenburg und dem westlichen Deutschland und variierte sie in jahreszeitlichen Stimmungen.

## Werke (Auswahl)

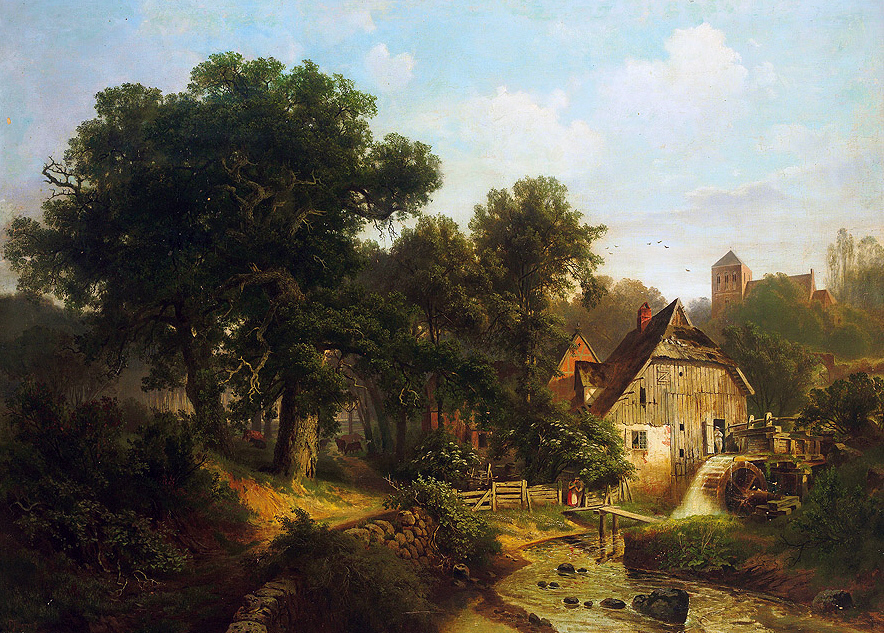
Gustav Pflugradt: Mühle

- Ivenacker Eichen mit Wanderer. (1860)
- Schloss Ullrichshusen, Mecklenburg. (1870)
- Norddeutsche Landschaft, Am Abend. (1872)
- Rügensche Landschaft. (1880)
- Am Abend vor der Stadt. (1880)
- Alter Brunnen im Park. (1880) (Abb.)[5]
- Herbstabend. (1881) (Abb.)[6]
- Flusslandschaft mit Villa. vor 1883: Schwerin, Staatliches Museum; Abb.: Lexikon der Düsseldorfer Malerschule, Bd. 3
- Frühlingsabend, Motiv aus Neubrandenburg. (1883)
- Vom Fischerbruch in Rostock. (1886)
- Schloss Dargun in Mecklenburg, nach dem Regen. (1887)
- Landschaft aus dem Werratale. (1887)
- Schloss Runkel an der Lahn. (1888)
- Am Waldrande, Landschaft aus Hessen. (1889)
- Parkmotiv. und
- Morgenlandschaft aus Mecklenburg. Ausstellung des Vereins Berliner Künstler anlässlich seines fünfzigjährigen Bestehens, Berlin 1891, Katalog-Nr. 827 und 828
- Mecklenburgische Waldlandschaft. 1893: Schwerin, Staatliches Museum
- Steinbach Hallenberg in Hessen. (1893)
- Das Kröpeliner Tor in Rostock. (1895)
- Altes Gartenhaus. (1896)
- Bei Ratzeburg. (1897)[7]
- Die Rudelsburg an der Saale. (1901)[8]
- An der Warnow. Schwerin, Große Mecklenburgische Kunstausstellung 1911, Katalog-Nr. 126